# Împărăteasa Xiaoxianchun
Împărăteasa Xiaoxianchun (n. 28 martie 1712, Beijing, Dinastia Qing – d. 8 aprilie 1748, Dongcheng District⁠(d), Beijing, Dinastia Ming) a clanului Fuca a fost una dintre consoartele împăratului Qianlong și prima împărăteasă a acestuia ea fiind cu un an mai mică față de Împăratul Qianlong.

## Viață
Viitoarea Împărăteasa Xiaoxianchun s-a născut in a douazeci și a doua zi din a doua lună a celui de-al cincizeci și unulea an al domniei Împăratului Kangxi această dată fiind echicavalată la 28 Martie 1712 in calendarul Gregorian. La data de 3 Septembrie 1727 când avea vârsta de 15 ani Doamna Fuca se căsătorește cu Hongli, cel de-al patrulea fiu al Împăratului Yongzheng si devine Primă Consoartă. Ea apoi s-a mutat la palatul Primăverii Eterne in partea de vest a Orașului Interzis. Pe 3 Noiembrie 1728 ea a născut prima fiica a Împăratului Qianlong însă aceasta a murit prematur la 14 Februarie 1730, apoi la 9 August 1730 a dat naștere celui de-al doilea fiu al lui Hongli, Yonglian dar și acesta a murit prematur pe 23 Noiembrie 1738, iar pe 31 Iulie 1731 celei de a doua fiice, Prințesa Hejing de prim rang. La data de 8 Octombrie 1735 Împăratul Yongzheng moare așa ca pe tron urcă Hongli care devine cunoscut drept Împăratul Qianlong. Pe 23 Ianuarie 1738 el o numește pe Doamna Fuca Împărăteasă. Ea este descrisă ca fiind o persoana virtoasa și cinstita căruia nu-i plăcea sa fie cheltuitoare, totuși moartea fiului ei Yonglian a făcut-o sa fie foarte trista dar ea și-a continuat datoriile ca împărăteasa.  Opt ani mai târziu la 27 Mai 1746 când avea vârsta de 34 de ani Împărăteasa Xiaoxianchun naște pe cel de-al șaptelea fiu al Împăratului Qianlong, Yongcong. Împăratul avea mari speranțe pentru Yongcong făcându-l print moștenitor la scurt timp după naștere. Totuși el a murit prematur la 29 Ianuarie 1748. Acest lucru a facut-o pe împărăteasa si mai trista intrând in depresie sănătatea ei deteriorându-se. Doar două luni mai târziu la data de 8 Aprilie 1748 Împărăteasa Xiaoxianchun decedează la vârsta de 36 de ani. Pe Împăratul Qianlong moartea doamnei Fuca la întristat foarte tare el chiar dând un decret prin care doi dintre fii săi Yonghuang și Yongzhang nu le era permis sa moșteneasca tronul deoarece nu o jeleau pe împărăteasa.

## Familie
- Mamă : Doamna Gioro
- Tată : Lirongbao (n. 1674 - d. 1723)
- Șapte frați mai mari
- Doi frați mai mici
- Un frate mai mic: Fuheng (n. 1720 - d. 1770)
- O soră mai mică

Copiii : 
- Prima fiică : (n. 3 Noiembrie 1728 - d. 14 Februarie 1730) cea dintâi fiică a Împăratului Qianlong
- Yonglian , Printul Mostenitor Duanhui (n. 9 August 1730 - d. 23 Noiembrie 1738) cel de-al doilea fiu al Împăratului Qianlong
- Prințesa Hejing de prim rang : (n. 31 Iulie 1731 - d. 30 Septembrie 1792) cea de-a doua fiică a Împăratului Qianlong
- Yongcong : (n. 27 Mai 1746 - d. 29 Ianuarie 1748) cel de-al șaptelea fiu al Împăratului Qianlong

## Titluri
- Primă Consoartă (din 3 Septembrie 1727)
- Împărăteasa (din 23 Ianuarie 1738)
- Împărăteasa Xiaoxian (din 16 Iunie 1748)
- Împărăteasa Xiaoxianchun (din 1799)

## În ficțiune
- Portretizată de Shally Tsang în : Take Care , Your Highness ! (1985)
- Portretizată de Chan Fuk-sang în : The Rise and Fall of Qing Dynasty (1988)
- Portretizată de Chen Yi în : Jiangshan Weizhong (2002)
- Portretizată de Joyce Tang în : The Prince’s Shadow (2005)
- Portretizată de Yuan Yi în : Empresses in the Palace (2011)
- Portretizată de Qin Lan în : Story of Yanxi Palace (2018)
- Portretizată de Dong Jie în : Ruy’s Royal Love in the Palace (2018)

## Galerie

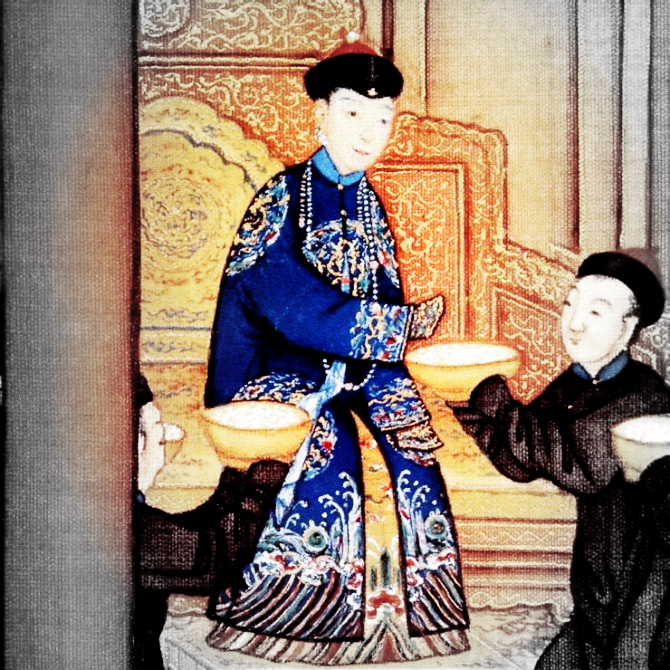
Împărăteasa Xiaoxianchun dăruind viermi de mătase
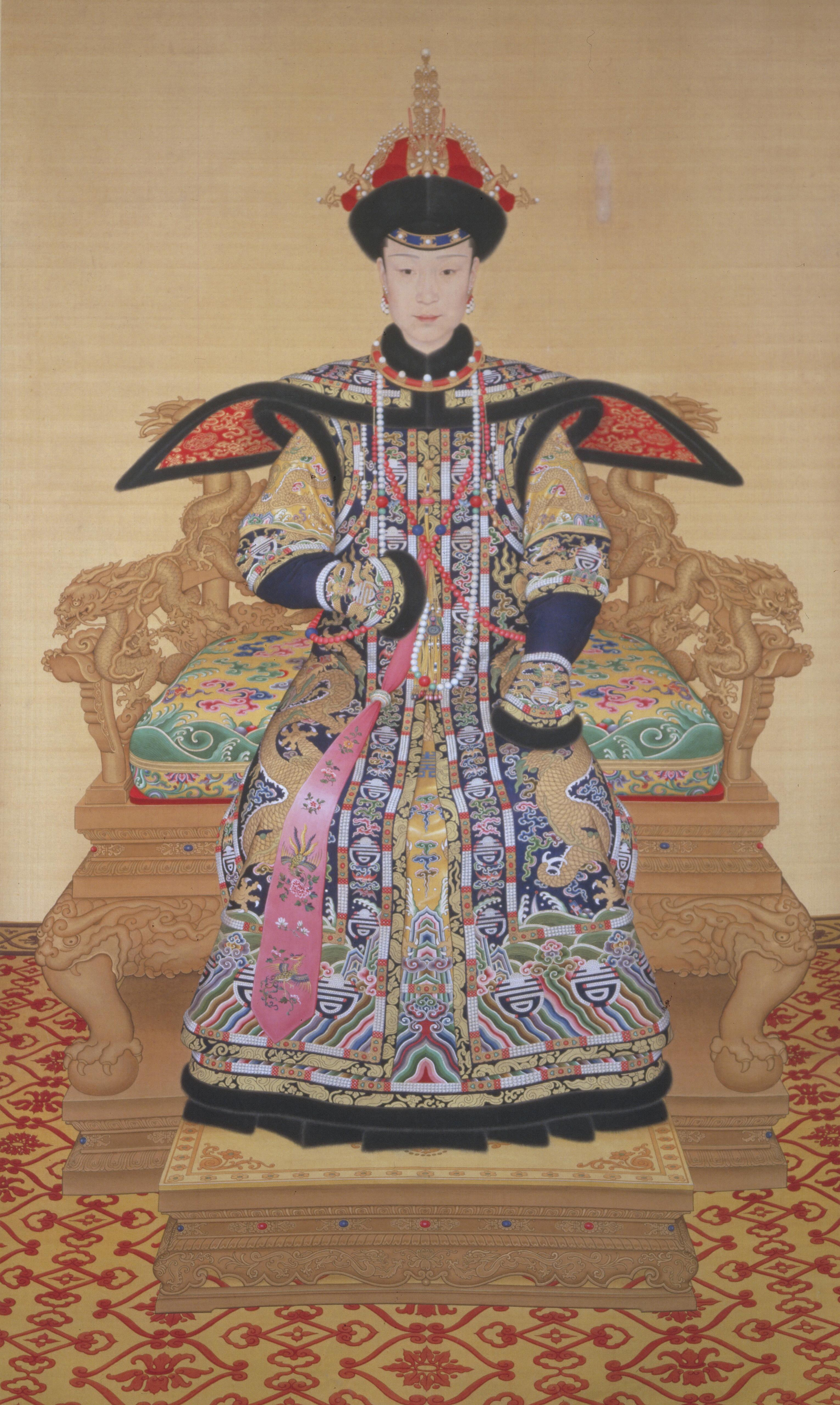
Împărăteasa Xiaoxianchun în costumul ceremonial
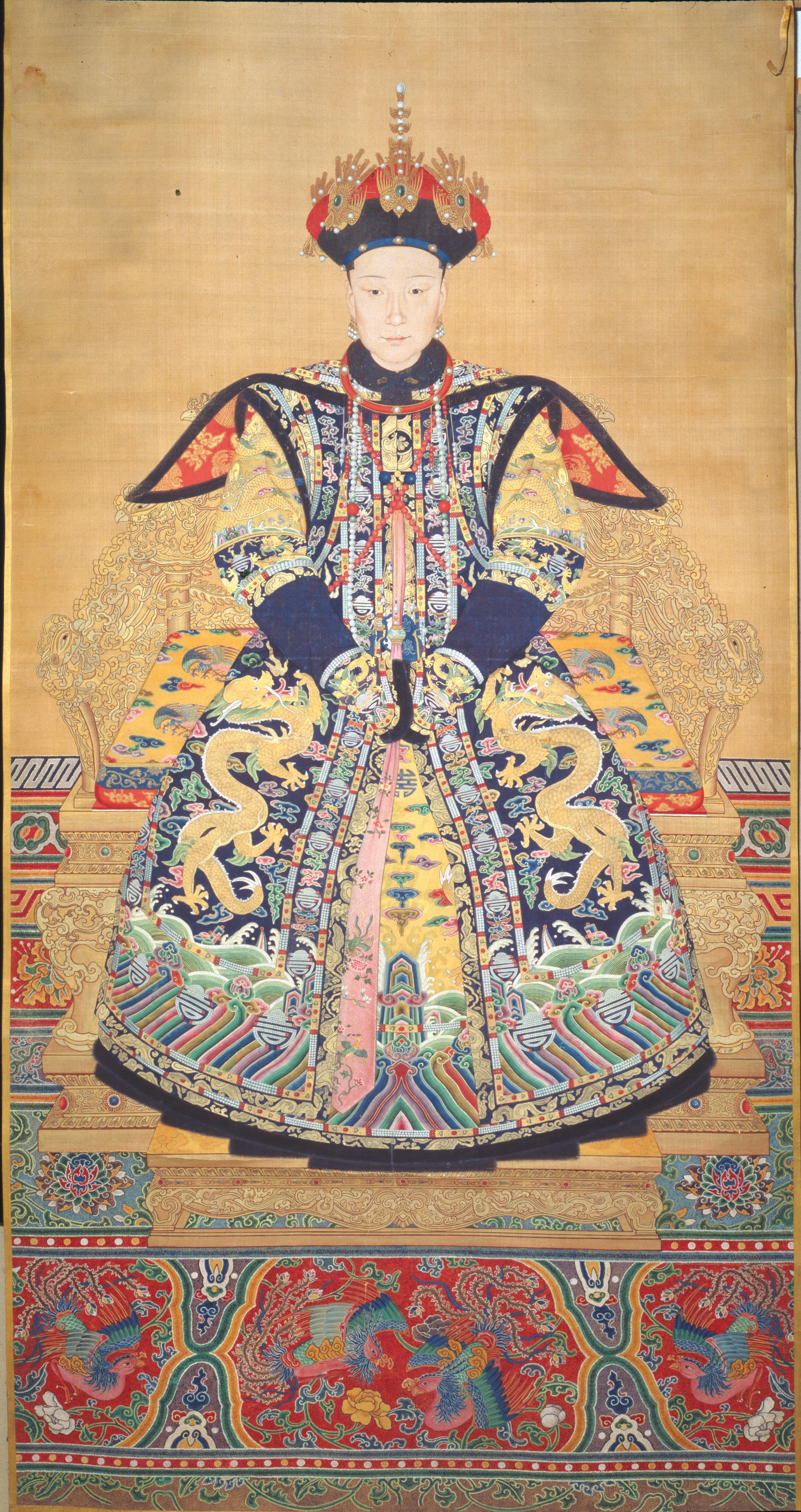
Împărăteasa Xiaoxianchun în costumul ceremonial